# Bergenstammia aurinae
Bergenstammia aurinae är en tvåvingeart som beskrevs av Pusch och Wagner 1993. Bergenstammia aurinae ingår i släktet Bergenstammia och familjen dansflugor.
Artens utbredningsområde är Italien. Inga underarter finns listade i Catalogue of Life.